# IC 2860
IC 2860 је елиптична галаксија у сазвјежђу Лав која се налази на листи објеката дубоког неба у Индекс каталогу.
Деклинација објекта је + 14° 2' 29" а ректасцензија 11h 28m 44,6s. Привидна величина (магнитуда) објекта IC 2860 износи 15,5 а фотографска магнитуда 16,5.